# Ferdinand Wesely
Ferdinand Wesely, född 30 maj 1897 i Wien, död 19 mars 1949, var en österrikisk professionell fotbollsspelare och banktjänsteman.
Wesely spelade åren 1922–1928 40 matcher som vänsterytter i österrikiska landslaget, och han vann med SC Rapid österrikiska mästerskapet fyra gånger.